# ППВ
ППВ — багатожильні провода з мідними жилами з ПВХ ізоляцією по ГОСТ 6323-79.

## Конструкція
- Струмопровідна жила — мідна однопроволочна
- Ізоляція — ПВХ пластикат, різних кольорів

## Застосування
Провода застосовуються для електричних установок при стаціонарній прокладці в освітлювальних і силових мережах, а також для монтажу електрообладнання, машин, механізмів і верстатів на номінальну напругу до 1 кВ частотою до 400 Гц для негнучкого монтажу.

## Технічні характеристики
- Вид кліматичного виконання ОМ і ХЛ, категорія розміщення електрообладнання 2 по ГОСТ 15150-69
- Провода стійкі до впливу температури зовнішнього середовища від −50°С до +70°С
- Провода стійкі до впливу відносної вологості повітря 100% при температурі: +35°С
- Провода стійкі до впливу плісняви
- Провода стійкі до впливу механічних ударів, лінійного прискорення, вигинів, вібраційних навантажень
- Провода не розповсюджують горіння
- Монтаж проводів повинен проводитися при температурі: не нижче −15°С
- Радіус вигину при монтажі повинен бути: не менше 10 діаметрів проводу
- Тривало допустима температура нагріву жил не повинна перевищувати: +70°С